# Dia (isola)
Dia (in greco moderno: Δíα) è un'isola greca posta a pochi chilometri a nord della capitale di Creta, Candia.
Di forma vagamente quadrangolare, l'isola è lunga 6 km e larga 4,5. Con una superficie di 12 km2, è la più grande tra le isole costiere cretesi. Da un punto di vista amministrativo fa parte del comune di Chersonissos, nell'unità periferica di Candia.
L'isola ospita piante e fauna endemiche e fa parte della rete Natura 2000 (Sito di interesse comunitario GR4310003 Dia Island).
La leggenda vuole che una lucertola gigante abbia provato a mangiare Creta. Zeus lo pietrificò con un fulmine, formando Dia. Ci sono resti dell'era minoica, che potrebbero suggerire che Dia fosse un centro importante, ma non sono stati ancora condotti scavi sistematici.
Dia è considerata da Omero e da Ovidio, in alternativa a Nasso, come l'isola su cui Teseo, dopo aver ucciso il Minotauro, si sarebbe fermato e avrebbe abbandonato Arianna prima di partire per Atene.